# Inde, terre mère
À ne pas confondre avec J'ai fait un beau voyage, une émission de télévision documentaire de Roberto Rossellini sur l'Inde.
Pour les articles homonymes, voir Inde (homonymie) et Terre-Mère.
Pour plus de détails, voir Fiche technique et Distribution.
Inde, terre mère (ভারত: মাতৃ ভূমি, India: Matri Bhumi) est un film documentaire à sketches franco-italien de Roberto Rossellini, sorti en 1959.

## Synopsis
Le prologue du film présente la ville de Bombay, avec ses strates de cultures millénaires et de modernité. Ensuite, le film se découpe, un peu à la manière de Païsa, en quatre épisodes (ou blocs narratifs qui se développent autour de quatre thèmes principaux).
1. Un mahut (meneur d'éléphants) profite de la saison où l'animal s'accouple pour épouser une femme venue au village à la suite d'une troupe d'artistes itinérants.
2. Après avoir contribué à la construction de l'imposant barrage Hirakud, un ouvrier quitte avec sa famille les lieux où il avait trouvé hospitalité et travail après la sécession du Bengale occidental.
3. Dans un village proche de la jungle, un aîné tente de voler un tigre à la chasse des hommes, que les modifications de son habitat ont rendu dangereux.
4. Lors d'un voyage vers une foire, le propriétaire d'un singe dressé décède, et le singe s'échappe. Menacé par ses congénères, qui sentent l'odeur de l'homme, l'animal survit au moyen d'expédients, avant de trouver un nouveau maître avec qui il retournera dans la grande ville.

## Fiche technique
Sauf indication contraire, les informations mentionnées dans cette section peuvent être confirmées par la base de données cinématographiques IMDb,  présente dans la section « Liens externes ».
- Titre français : Inde, terre mère[3],[4] ou India[5]
- Titre original : ভারত: মাতৃ ভূমি, India: Matri Bhumi ou India
- Réalisation : Roberto Rossellini
- Assistance à la réalisation : Jean Vautrin, Tinto Brass
- Scénario : Sonaly Senroy Das Gupta, Fereydoun Hoveyda, Roberto Rossellini
- Photographie : Aldo Tonti
- Montage : Cesare Cavagna
- Musique : Giovanni Bross, Philippe Arthuys
- Production : André Halley des Fontaines
- Sociétés de production : Aniene Film, Union Générale Cinématographique
- Pays de production :  Italie -  France
- Langue originale : italien
- Format : Couleur par Gevacolor - 1,37:1 - Son mono - 35 mm
- Genre : Film documentaire
- Durée : 89 minutes (1 h 29)
- Date de sortie :
  - France : 9 mai 1959 (Festival de Cannes 1959) ; juillet 1959 (en salles[5]) ; 20 janvier 1999 (ressortie en salles)
  - Italie : 14 juin 1959 (Festival del film industriale) ; 4 février 1960 (en salles)

## Distribution
- Acteurs non professionnels.